# Map of the Problematique
Singles de Muse
Invincible
(2007) Uprising
(2009)
Pistes de Black Holes & Revelations
Supermassive Black Hole
(3) Soldier's Poem
(5)
Map of the Problematique est une chanson du groupe britannique Muse, et cinquième extrait de leur album Black Holes & Revelations. Deux concerts de Muse au Wembley Stadium les 16 et 17 juin précèdent la sortie du single.

## Liste des titres
| 1. | Map of the Problematique                                   | 4:18 |
| 2. | Map of the Problematique (Does It Offend You, Yeah? Remix) | 4:24 |
| 3. | Map of the Problematique (AOL Session)                     | 4:25 |

| 1. | Map of the Problematique                                   | 4:18 |
| 2. | Map of the Problematique (Live from Wembley Stadium)       | 5:05 |
| 3. | Map of the Problematique (Rich Costey Edit)                | 3:40 |
| 4. | Map of the Problematique (Does It Offend You, Yeah? Remix) | 4:24 |
| 5. | Map of the Problematique (AOL Session)                     | 4:25 |

## Classements
Le single s'est classé à la 18e place de l'UK Singles Chart.

## Utilisation
Comme Uprising, la chanson est jouée lors de la cérémonie d'ouverture des Jeux olympiques d'été de 2012 à Londres. 